# Diogo Correa de Oliveira
Diogo Correo de Oliveira, oftast kallad endast Diogo, född 8 april 1983, död 9 juni 2021, var en brasiliansk fotbollsspelare. Han spelade för tjugotvå olika klubbar i flera olika länder som Brasilien, Sverige, Japan och Libyen. Han var känd för att byta klubb ofta, nästan varje år under sin långa karriär. De svenska lag han har representerat är Kalmar FF i allsvenskan och IFK Norrköping i Superettan.
Diogo fick en bra start på karriären i Sverige och gjorde 4 mål i allsvenskan på de tre första matcherna. Men ändå blev det bara 9 matcher i allsvenskan totalt.
Diogo avled den 9 juni 2021 efter en svår motorcykelolycka i staden Maringa i södra Brasilien.